# D Televisión
D Televisión, también conocido como DTV, es un canal de televisión abierta hondureño lanzado en 2008, propiedad del grupo R-Media y operado por Sociedad Televisora Nacional S.A. de C.V. (SOTEL). Actualmente cuenta con una programación mayormente generalista, con escasas transmisiones especiales y sus tandas comerciales son autopromocionales y carentes de promos propias.